# Lag med särskilda bestämmelser om vård av unga
Lag med särskilda bestämmelser om vård av unga, ofta förkortad LVU, reglerar omhändertagande av barn i Sverige under 18 år och i vissa fall av unga under 20. Grunderna kan vara bristande hemförhållanden eller den unges egna vårdslösa beteende. LVU liksom socialtjänstförordningen (1981:750), lag om vård av missbrukare i vissa fall (LVM) och lagen om stöd och service till vissa funktionshindrade en av de lagar som kompletterar socialtjänstlagen.
Den nuvarande lagen (1990:52 ) trädde i kraft den 1 juli 1990 och ersatte då en lag (1980:621 ) med samma namn, som tillämpats sedan socialtjänstreformen från 1 januari 1982. 

## Innehåll
Lagen täcker både unga människor som far illa på grund av bristande hemförhållanden (enligt 2 §) eller eget beteende (enligt 3 §). Om vården kan genomföras frivilligt genom SoL (socialtjänstlagen) tillämpas inte LVU. De brister som föreligger i barnets hemmiljö ska vara av allvarlig art innan ett ingripande får göras enligt 2 §. Det ska finnas en påtaglig risk för att den unges hälsa eller utveckling annars skadas.
För att ett tvångsomhändertagande på grund av eget beteende krävs, enligt 3 §, att vård beslutas på grund av den unges eget beteende, såsom missbruk av beroendeframkallande medel, brottslig verksamhet eller något annat socialt nedbrytande beteende (ex. prostituerar sig). För att ligga till grund för ett beslut om tvångsvård ska den unges beteende i sig medföra en påtaglig risk för att den unge själv tar skada.
Om det finns ett tillförlitligt samtycke från vårdnadshavare och den unge själv om han eller hon fyllt 15 år, och samtycket också bedöms vara hållbart under den tid vård bedöms behöva ske, så kan vården ske frivilligt. Då finns inte förutsättningar för tvångsvård enligt LVU. Samtycket skall avse "behövlig vård" enligt 1 § LVU.
Beslut om vård med stöd av denna lag meddelas av förvaltningsrätten efter ansökan av socialnämnden. Ansökan skall innehålla en redogörelse för
- den unges förhållanden,
- de omständigheter som utgör grund för att den unge behöver beredas vård,
- tidigare vidtagna åtgärder,
- den vård som socialnämnden avser att anordna,
- hur relevant information lämnats till den unge,
- vilket slags relevant information som lämnats, samt
- den unges inställning.[5]

I brådskande fall får den unge omhändertas omedelbart efter beslut av socialnämndens ordförande enligt 6 §.
Vård enligt LVU innefattar bland annat placering på hem för vård eller boende (HVB-hem), särskilda ungdomshem eller familjehem. Placering på sjukhus eller (främst i slutet av vårdtiden) i det egna hemmet förekommer också. När det gäller yngre barn så kan man välja att placera barn tillsammans med vårdnadshavare eller annan närstående om detta är lämpligt. Det är ett svårt beslut att veta om man ska ta barnet ifrån sina föräldrar då detta ofta är traumatiskt, hela tiden måste man överväga vad som är barnets bästa.

## Kritik

### Äldre kritik
Kritik mot lagen med särskilda bestämmelser om vård av unga kommer från flera håll. Kritik har riktats mot att omhändertaganden sker alltför lättvindigt. Ett kritiskt reportage gjordes av tyska Der Spiegel år 1983 där man talade om kindergulag eller det nätverk av fosterhem och institutioner där omhändertagna barn placeras. Bo Vinnerljung doktorerade på avhandlingen "Fosterbarn som vuxna" och har hävdat att det "finns en övertro på fosterfamiljernas förmåga att ersätta ursprungsfamiljen". Tidigare fosterbarn, som föreningen Samhällets styvbarn påstår att omhändertaganden lett till vanvård och förlorade släktband. 
Men kritik har även framförts från motsatt håll, tydligt exemplifierat i fallet Louise, då socialnämnden i Vetlanda underlåtit att använda 2 § LVU (brister i barnets hemmiljö); enligt kritikerna genom att inte utreda de besvärande tecken som fanns om att allt inte stod rätt till, generellt finns en kritik om att för stor hänsyn tas till föräldrarnas rättigheter. Motsvarande kritik till förmån för ett mer omfattande omhändertagande enligt 3 § LVU (missbruk och kriminalitet mm.) kommer bland annat från föräldrar till missbrukare och föräldraföreningen mot narkotika som önskar att LVU användes än mer för att avgifta och tvångsvårda missbrukande ungdomar; kritiken som finns går ut på att socialtjänsten är saktfärdig och inte använder LVU förrän narkotikakonsumtionen spårat ur totalt och den "påtagliga risken" för skada är odiskutabel. 
Socialstyrelsen skrev i Social Rapport 2006 att "nära nog all social dygnsvård av tonåringar består av outvärderad behandling. Det vill säga att samhället genom tvång, hot om tvång eller övertalning gör dessa ingripande interventioner utan att veta om insatserna har en gynnsam, neutral eller till och med skadlig påverkan på barnens utveckling och livschanser i ett längre perspektiv. Generellt verkar utfallen för de ungdomar som placeras i social dygnsvård på grund av beteendeproblem i tonåren vara så dystra /.../, att de pekar på ett stort behov av utvärderingsstudier och kontrollerade försök med nya insatser eller metoder i denna sektor."
Länsstyrelserna utvärderade 2008 hur kommunerna arbetar med LVU och avgav en kritisk rapport: "Socialtjänstens arbete med familjehemsvården visar på stora brister. Det finns barn som placeras i familjehem utan rättssäkra beslut och utan att familjehemmet först grundligt utretts. Ofta försummar socialtjänsten att följa upp de placerade barnens skolprestationer och hälsa. Besök i familjehemmen sker för sällan och barnens handläggare byts ofta." Vidare att "hanteringen av inkomna anmälningar varierar så mycket mellan olika kommuner att länsstyrelserna konstaterar att barnets bostadsort och inte innehållet i anmälan är avgörande för om barnets situation blir utredd." Länsstyrelserna och socialstyrelsen har även inlett en granskning av samtliga HVB-hem som skall vara klar i januari 2009, i en första delrapport behövde 144 av de dittills 156 granskade hemmen förbättra sig på en eller flera punkter, de flesta anmärkningarna var dock av mindre allvarligt slag.

### Demonstrationer
Protestdemonstrationer mot stora brister inom svensk socialtjänst i samband med omhändertagande av barn enligt LVU har förekommit.

### LVU-kampanjen
LVU-kampanjen från 2020-talet är en konspirationsteoretisk proteströrelse och desinformationskampanj som menar att socialtjänsten i Sverige missbrukar LVU i syfte att på falska eller felaktiga grunder tvångsomhänderta muslimska barn. Upptakten till kampanjen skedde under 2021, vilket senare ledde till ett stort genomslag i media under 2022 och 2023. De svenska fredliga och lagliga protestaktionerna har utnyttjats av kampanjen för att ge den trovärdighet.

## LVU och religion
Socialstyrelsen har klargjort att religion i sig inte kan utgöra en grund för omhändertagande enligt LVU. Ett LVU-beslut måste grundas på en påtaglig risk för skada på barnets hälsa eller utveckling. Risken kan bero på brister i hemmiljön eller i barnets eget beteende. Socialstyrelsen har vidare klargjort att man vid tvångsomhändertagande med stöd av LVU ska lägga särskilt vikt vid att barnet i fråga ska få möjlighet att upprätthålla anknytningen till sitt ursprung, sitt språk och sin kultur. Detta genomför socialtjänsten genom att man vid omhändertagande utreder möjligheterna att placera barnet inom dess eget nätverk, i den mån det är möjligt. Vidare förtydligas att myndigheten har en skyldighet att utforma vården på ett sådant sätt att den främjar barnets band med sin familj och andra viktiga personer i dess liv, samt bevarar kontakten med dess hemmiljö. LVU-lagen säger att socialnämnden måste ta hänsyn till barnets kulturella bakgrund och religion vid placering, medan socialtjänstlagen och barnkonventionen säger att barnets bästa ska tillgodoses.
Det har inträffat situationer då barn har blivit omhändertagna med stöd av LVU på grund av att deras föräldrar, av religiösa och kulturella skäl, har vägrat ge sitt barn nödvändig vård. Ett sådant fall inträffade sent på sommaren 2023, då Socialtjänsten beslutade att omhänderta en 2-årig flicka som behandlades för en tumörsjukdom. Föräldrarna, som tillhörde Jehovas vittnen och hänvisade till sin religiösa övertygelse, motsatte sig att ge sitt samtycke till den medicinska behandlingen som innefattade blodtransfusioner. Även barn till återvändande IS-kvinnor har omhändertagits av socialtjänsten.

## LVU och hedersförtryck
Vid hedersförtryck kan det innebära att barnet placeras i en familj med annan religion. Socialstyrelsen tog 2021 fram en vägledning för socialtjänsten om hur man ska arbeta med hedersrelaterat våld och förtryck, där det bland annat står att man ska ta hänsyn till barnets kulturella bakgrund och religion vid placering om det är i barnets intresse. LVU-lagen säger att socialnämnden måste ta hänsyn till barnets kulturella bakgrund och religion vid placering, medan socialtjänstlagen och barnkonventionen säger att barnets bästa ska tillgodoses.